# 納波河兵鯰
納波河兵鯰，是輻鰭魚綱鯰形目美鯰科的其中一種。

## 分布
本魚分布於南美洲亞馬遜河流域的納波河。

## 特徵
本魚體色為金黃色並遍布著深色斑點，斑點連成三條深色條紋，覆蓋於兩排骨板上。魚體上部的深色區域會偶爾出現金色小斑點，在背鰭前部有一小塊金色區域。頭上遍布著網狀深色斑紋，鰓蓋上帶有金屬色澤。喉部呈白色，體長可達4.2公分。

## 生態
本魚棲息於淡水溪流或池塘，性情溫和，喜群游，屬雜食性，以蠕蟲、甲殼類、昆蟲、植物等為食。

## 經濟利用
為觀賞性魚類。